# Batalion KOP „Krasne”

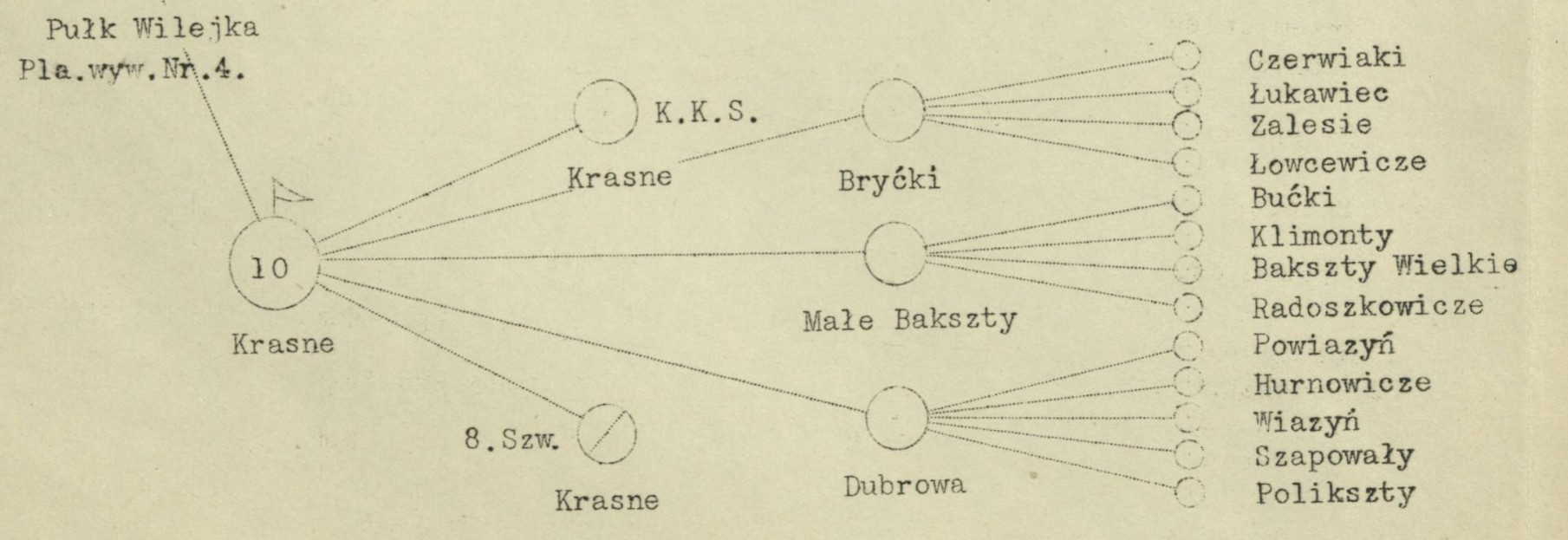
Schemat organizacyjny batalionu z lutego 1930

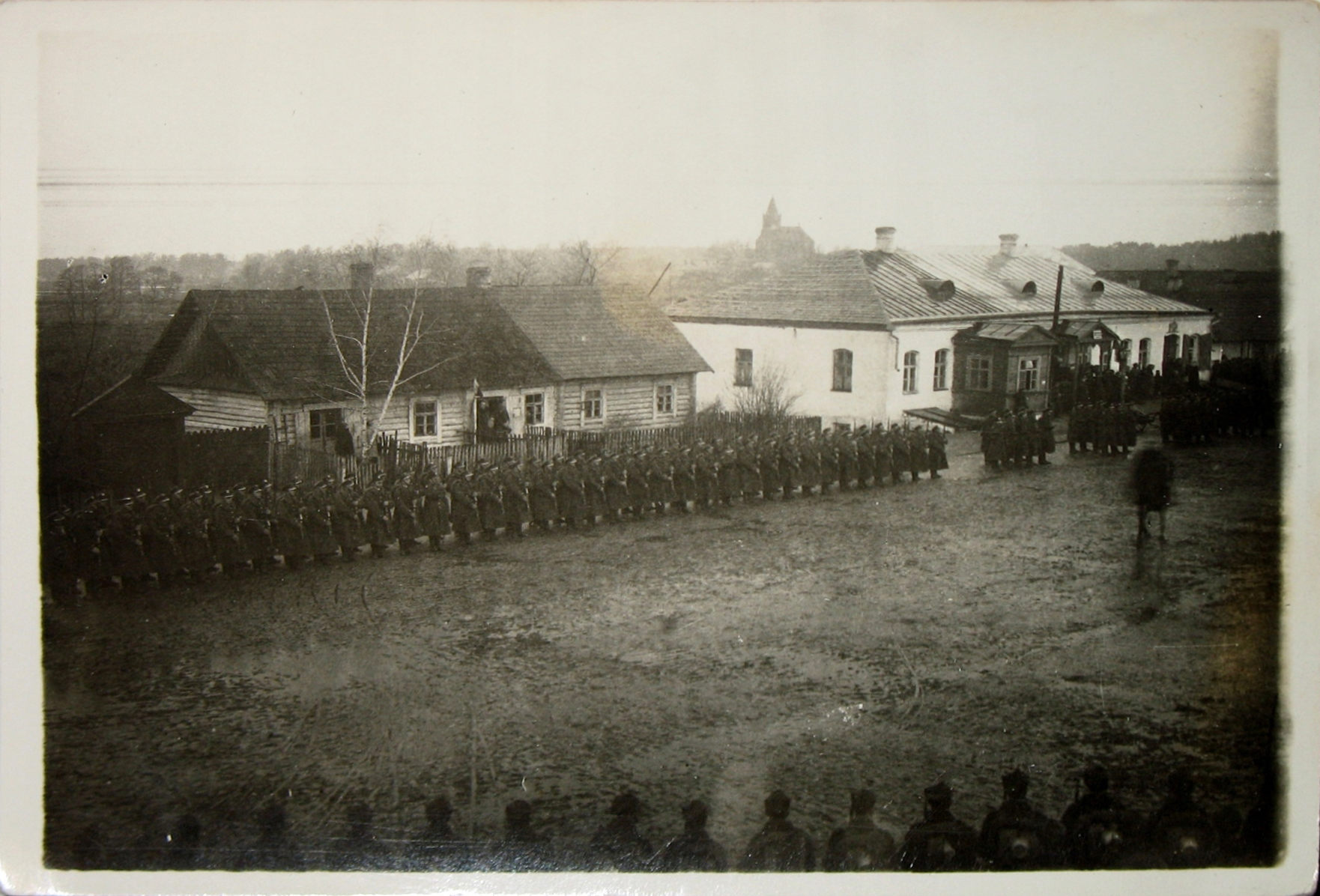
Pododdziały baonu na Rynku w Krasnem

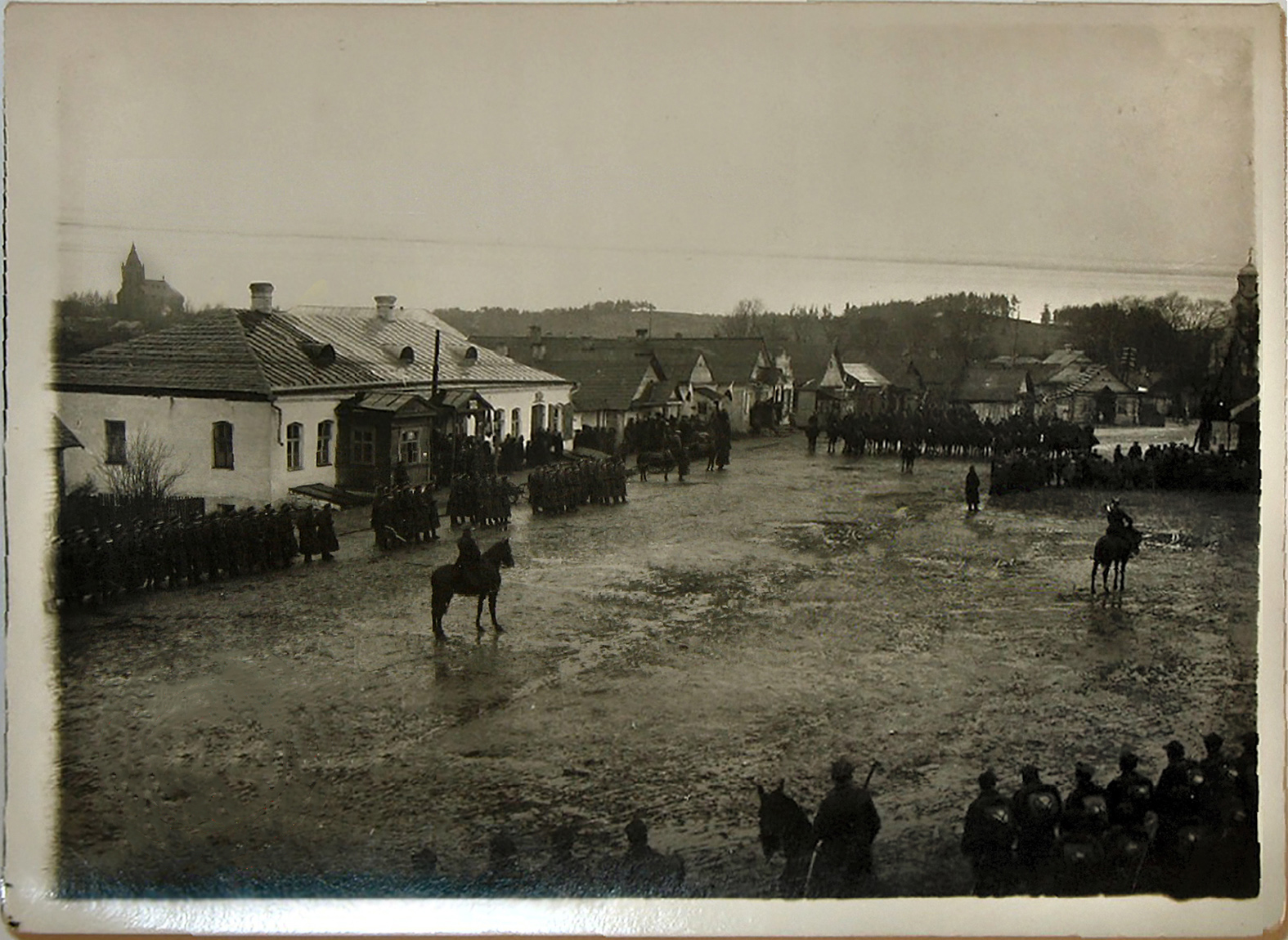
Pododdziały baonu i szwadronu kawalerii KOP „Krasne” na Rynku w Krasnem

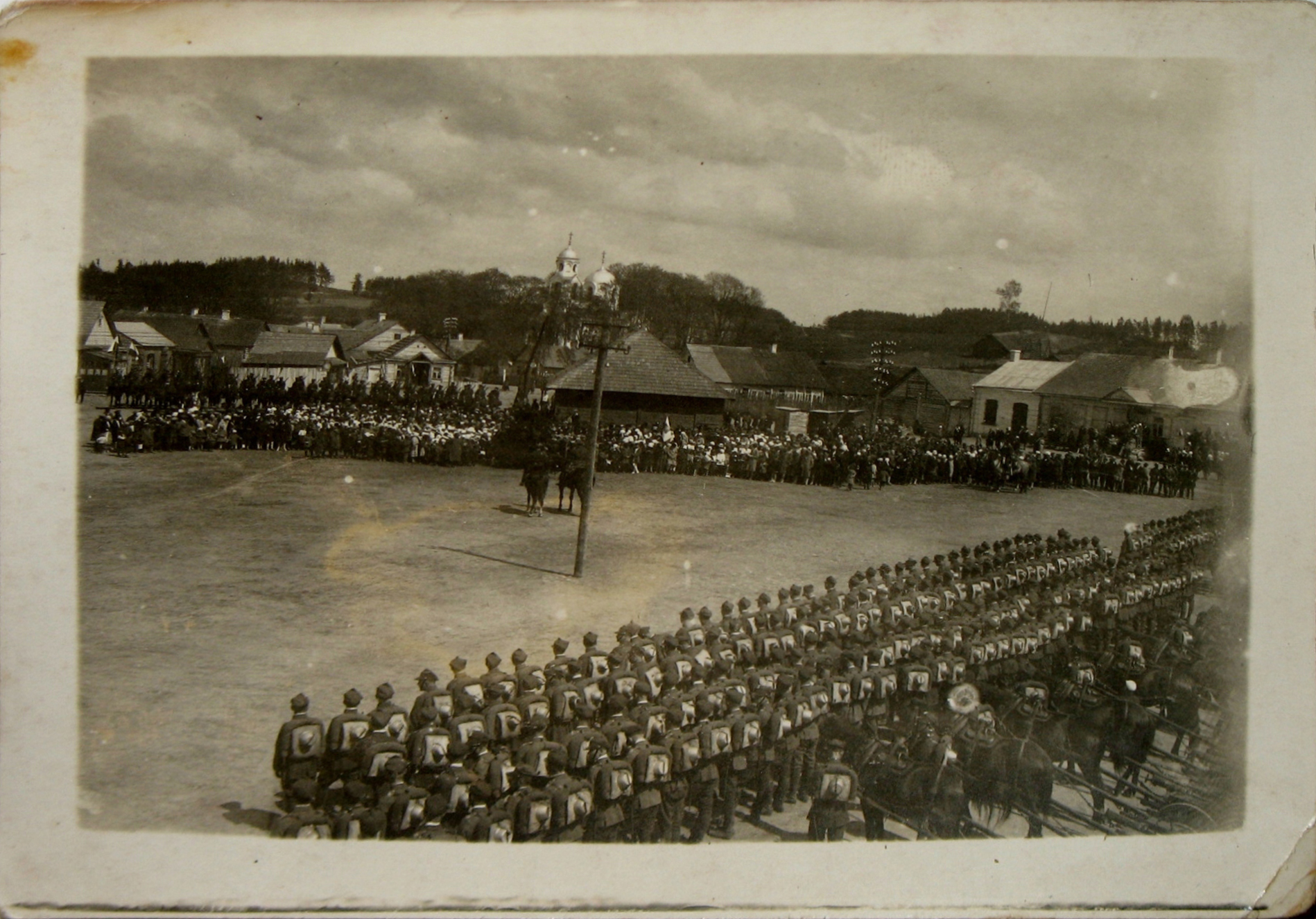
Pododdziały baonu na Rynku w Krasnem

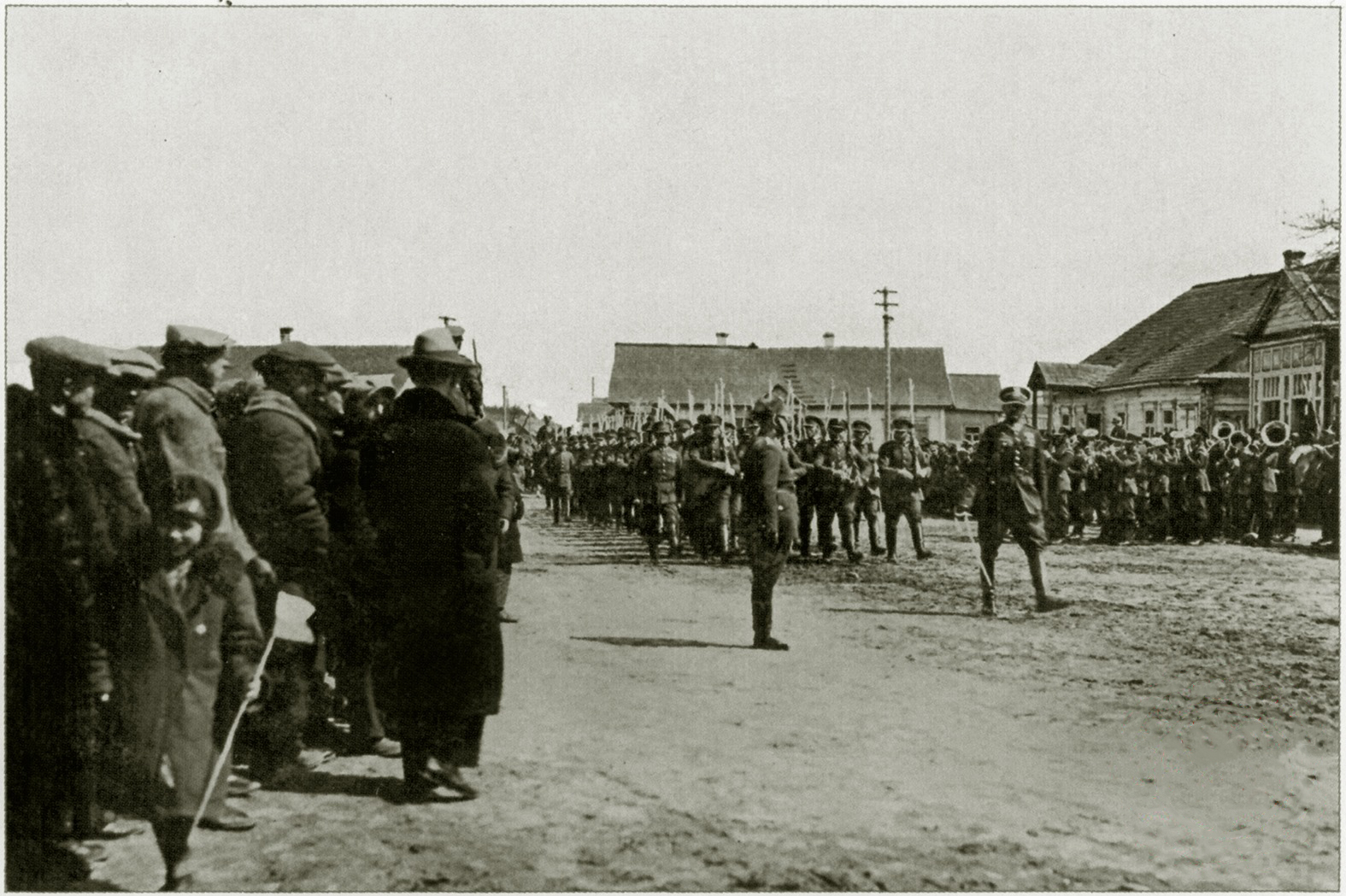
Defilada pododdziałów baonu na Rynku w Krasnem

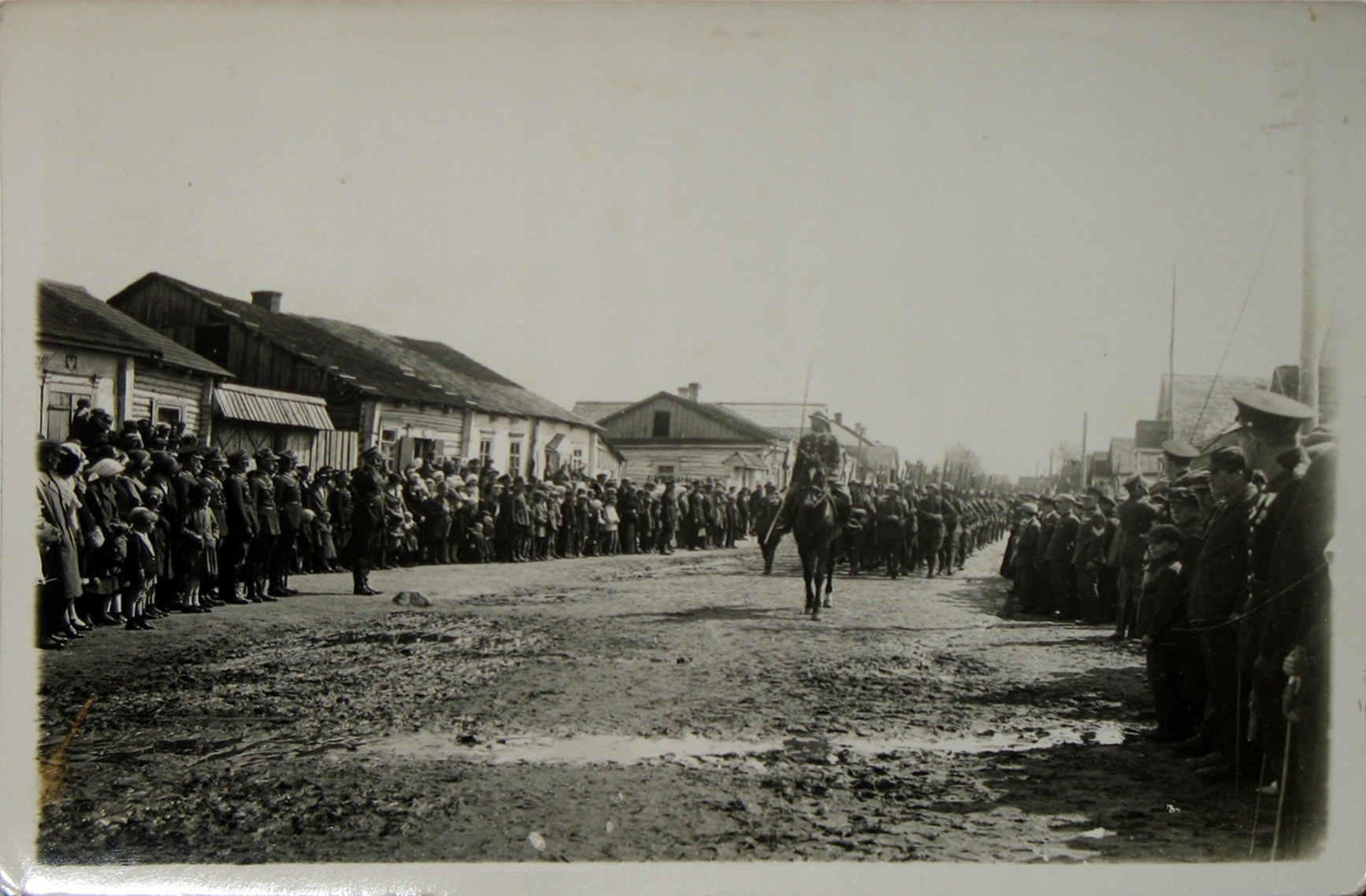
Defilada pododdziałów baonu

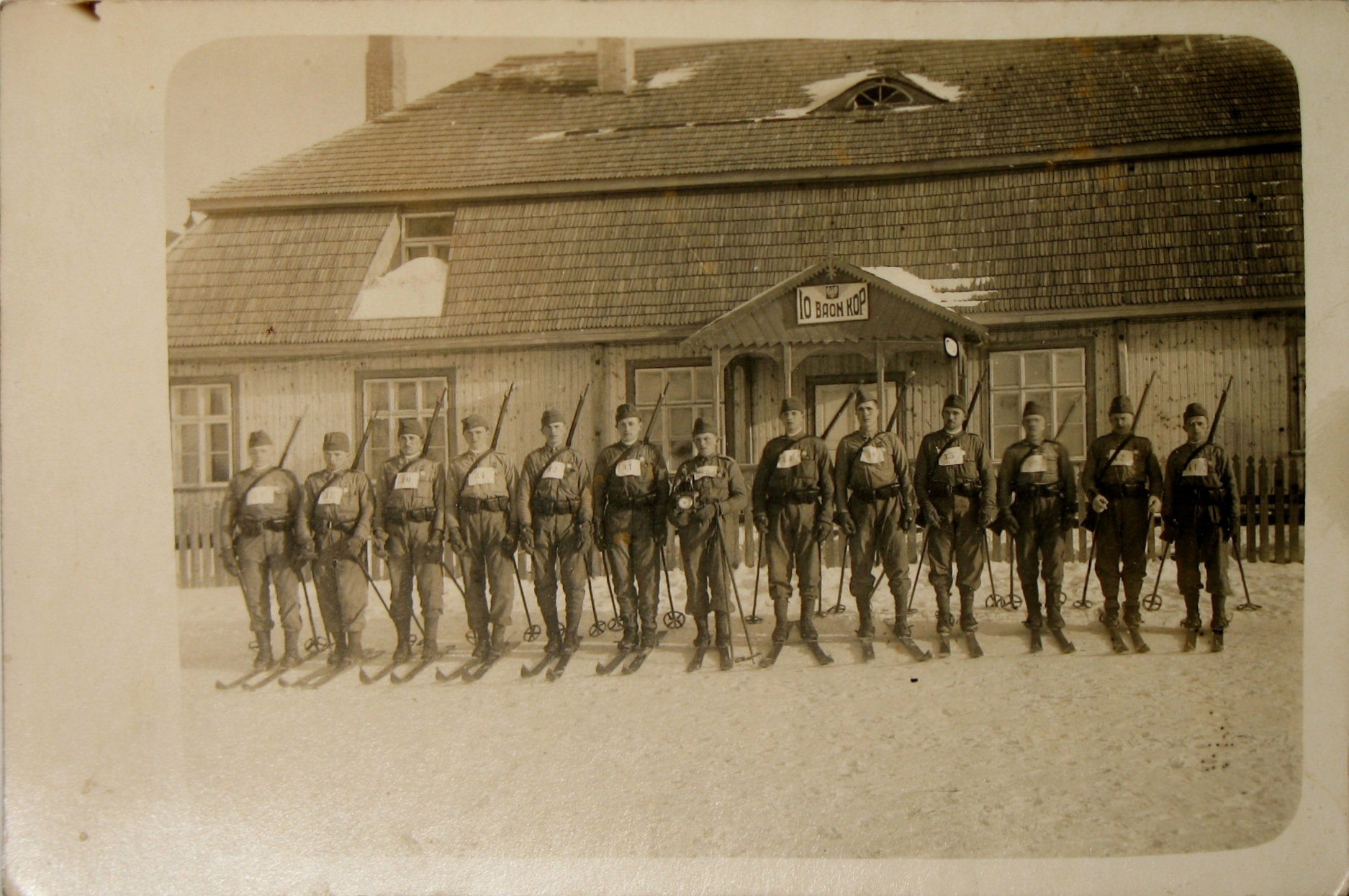
Żołnierze 10 Baonu KOP przed biegiem narciarskim

Batalion KOP „Krasne” – oddział piechoty, podstawowa jednostka taktyczna Korpusu Ochrony Pogranicza.

## Formowanie i zmiany organizacyjne
Na posiedzeniu Politycznego Komitetu Rady Ministrów, w dniach 21–22 sierpnia 1924, zapadła decyzja powołania Korpusu Wojskowej Straży Granicznej. 12 września 1924 Ministerstwo Spraw Wojskowych wydało rozkaz wykonawczy w sprawie utworzenia Korpusu Ochrony Pogranicza, a 17 września instrukcję określającą jego strukturę. W pierwszym etapie organizacji KOP sformowano 3 Brygadę Ochrony Pogranicza, a w jej składzie 10 batalion graniczny „Krasne”. Podstawą formowania był rozkaz szefa Sztabu Generalnego L. dz. 12044/O.de B./24 z dnia 27 września 1924. Nazwa jednostki pochodzi od leżącego na pograniczu Wileńszczyzny i Mińszczyzny miasta Krasne nad Uszą znajdującego się wówczas na obszarze województwa wileńskiego i będącego macierzystym garnizonem batalionu. W jego skład wchodziły: cztery kompanie piechoty, drużyna dowódcy batalionu i pluton łączności. Według etatu liczy on 25 oficerów, 200 podoficerów i 603 szeregowców. Jego uzbrojenie stanowiły: 2 ciężkie karabiny maszynowe, 48 ręcznych km, 48 garłaczy, 439 karabinów, 280 karabinków i 32 pistolety. Środki transportu to 15 wozów taborowych, 1 motocykl i 7 rowerów. Długość ochranianego przez batalion odcinka granicy wynosiła 90 kilometrów, przeciętna długość pododcinka kompanijnego to 22 kilometry, a strażnicy 5 kilometrów. Odległość dowództwa batalionu od dowództwa brygady wynosiła 40 kilometrów.
3 października 1924 na stanowisko dowódcy baonu został wyznaczony major Bolesław Wilhelm Pytel z 7 pułku piechoty Legionów z Chełma.
W lipcu 1929 przyjęto zasadę, że bataliony przyjmą nazwę miejscowości będącej miejscem ich stacjonowania. Obok nazwy geograficznej, do 1931 stosowano również numer batalionu.
Latem 1929 batalion wszedł w skład pułku KOP „Wilejka”. W tym czasie batalion na uzbrojeniu posiadał 904 karabiny Berthier wz.1916, 52 ręczne karabiny maszynowe Chauchat wz. 1915 i 2 ciężkie karabiny maszynowe wz.1914.
W wyniku reorganizacji batalionu w 1931, w miejsce istniejących plutonów karabinów maszynowych, utworzono kompanię karabinów maszynowych. Rozwinięto też kadry kompanii szkolnej do pełnoetatowej kompanii odwodowej. Po przeprowadzonej reorganizacji „R.2” batalion składał się z dowództwa batalionu, plutonu łączności, kompanii karabinów maszynowych, kompanii odwodowej i trzech kompanii granicznych.
W listopadzie 1936 batalion etatowo liczył 20 oficerów, 69 podoficerów, 24 nadterminowych i 598 żołnierzy służby zasadniczej.
Rozkazem dowódcy KOP z 23 lutego 1937 została zapoczątkowana pierwsza faza reorganizacji Korpusu Ochrony Pogranicza „R.3”. Jej wynikiem było między innymi przeorganizowanie batalionu KOP „Krasne” poprzez odebranie batalionowi charakteru jednostki administracyjnej z jednoczesnym zreorganizowaniem dowództwo batalionu. Jednostką administracyjną dla batalionu był pułk KOP „Wilejka”, ale podkwatermistrzostwa batalionu zaopatrywało szwadron kawalerii KOP „Krasne”, posterunek żandarmerii KOP „Krasne", komendę pasa granicznego pw batalionu KOP „Krasne” i stację gołębi pocztowych KOP „Smorgonie”. W wyniku realizacji drugiej fazy reorganizacji KOP, latem 1937 pluton odwodowy 2 kompanii granicznej „Bryckie” rozmieszczono w budynku po zlikwidowanej strażnicy „Baturyn”. W koszarach plutonu odwodowego był rozmieszczony jeden z plutonów kompanii odwodowej batalionu.
Zarządzenie dowódcy KOP gen. bryg. Jana Kruszewskiego w sprawie zmian w kwatermistrzostwie KOP, dniem 1 kwietnia 1939 zlikwidowane zostało podkwatermistrzostwo batalionu, a sformowano kwatermistrzostwo. W związku ze zlikwidowaniem kwatermistrzostwa w pułkach „Wilno” i „Wilejka”, do batalionu przydzielono pod względem gospodarczym dowództwo pułku „Wilejka”.
Z dniem 15 maja 1939 batalion stał się oddziałem gospodarczym. Stanowisko kwatermistrza batalionu przemianowane zostało na stanowisko zastępcy dowódcy batalionu do spraw gospodarczych, płatnika na stanowisko oficera gospodarczego, zastępcy oficera materiałowego dla spraw uzbrojenia na zbrojmistrza, zastępcy oficera materiałowego dla spraw żywnościowych na oficera żywnościowego.
W 1939 zmobilizowany batalion został włączony w struktury rezerwowej 35 Dywizji Piechoty jako II batalion 207 pułku piechoty, dzieląc losy innych jednostek broniących Lwowa.
Po odejściu batalionu przeznaczonego dla 35 Dywizji Piechoty garnizon jednostki w Krasnem wyposażył i doprowadził do stanu etatowego (poprzez wcielenie nowych rekrutów i rezerwistów) jednostkę na nowo od podstaw. Batalion wszedł w skład pułku KOP „Wilejka”. Po odtworzeniu, batalion ochraniał granicę z ZSRR o długości 82,072 km. Od 17 września 1939 brał udział w obronie ówczesnej wschodniej granicy państwa przed radzieckim agresorem. 19 września batalion skapitulował pod Oszmianą.

## Służba graniczna
Batalion graniczny był podstawową jednostką taktyczną Korpusu Ochrony Pogranicza przeznaczoną do pełnienia służby ochronnej na powierzonym mu odcinku granicy polsko-radzieckiej, wydzielonym z pasa ochronnego brygady. Odcinek batalionu dzielił się na pododcinki kompanii, a te z kolei na pododcinki strażnic, które były „zasadniczymi jednostkami pełniącymi służbę ochronną”, w sile półplutonu. Służba ochronna pełniona była systemem zmiennym, polegającym na stałym patrolowaniu strefy nadgranicznej i tyłowej, wystawianiu posterunków alarmowych, obserwacyjnych i kontrolnych stałych, patrolowaniu i organizowaniu zasadzek w miejscach rozpoznanych jako niebezpieczne, kontrolowaniu dokumentów i zatrzymywaniu osób podejrzanych, a także utrzymywaniu ścisłej łączności między oddziałami i władzami administracyjnymi
Batalion graniczny KOP „Krasne” w 1934 ochraniał odcinek granicy państwowej szerokości 85 kilometrów 872 metrów. Po odtworzeniu w 1939, batalion ochraniał granicę długości 82 kilometrów 72 metrów.
Wydarzenia:
- W meldunku sytuacyjnym z 22 stycznia 1925 napisano:

20 stycznia 1925 za udział w napadzie na Kunickiego mieszkańca wsi Powiażyn aresztowano niejakiego Antoniego Wójtowicza i Stefana Rudzia ze wsi Syczewice. Po przybyciu do baonu Antoni Wójtowicz zmarł na udar serca, co stwierdził miejscowy lekarz.
20 stycznia 1925 przed pododcinkiem nr 11 zauważono po sowieckiej stronie 4 białe rakiety wystrzelone naprzeciwko strażnicy KOP „Klimonty”, w okolicy sowieckiej wsi Dworzyszcze.
21 stycznia 1925 nielegalnie przekroczyła granicę Joanna Bot vel Skotowska. Podczas wstępnego przesłuchania przyznała się, że jest pracownicą GPU Moskwa i została wysłana do Polski w celach szpiegowskich. Po przesłuchaniu odesłano ją do Ekspozytury Oddziału II w Wilnie.
21 stycznia 1925 o godz. 17.00 sowiecki oficer straży granicznej wywołał komendanta strażnicy KOP „Hurnowicze” i powiedział, że sowiecki komendant brygady stacjonującej w Zasławiu chciałby spotkać się 22 stycznia o godz. 12.00 z dowódcą polskiego odcinka. Oficer przekazał również informację, że sowiecki posterunek naprzeciwko Radoszkowic zauważył w tym dniu przemieszczający się w lesie oddział składający się z 20 konnych i tylu samych pieszych z karabinami maszynowymi na wozach. Uważano tę informację za prowokację, ponieważ polskie posterunki oprócz patroli sowieckich nikogo nie zauważyły. Dowódca 3 Brygady Ochrony Pogranicza wyraził zgodę na spotkanie w podanym dniu i godzinie dowódcy polskiego odcinka z komendantem sowieckiej brygady na drodze Radoszkowice–Zasław.
- W meldunku sytuacyjnym z 23 stycznia 1925 napisano:

22 stycznia 1925 o godz. 12.00 nastąpiło spotkanie dowódcy X odcinka ppłk Pytla z dowódcą brygady sowieckiej straży granicznej, który zarzucił ppłk Pytlowi, że polskie władze organizują bandy dywersyjne na nowym terenie. Ppłk Pytel kategorycznie zaprzeczył i wskazał na organizowanie bandy przez dywersanta Smólskiego w rejonie miejscowości Guji, a znajdującej się na terenie sowieckim. Sowiecki komendant nie zaprzeczył temu i oświadczył, że Smólskiemu zagroził aresztowaniem, co skutkowało jego ucieczką do Mińska. Zapewnił, że z sowieckiej strony będzie zachowany spokój.
21 stycznia 1925 nieznani sprawcy na strażnicy nr 44 Radoszkowice ze słupa nr 570 zdarli godło państwowe.
21 stycznia o godz. 19.00 w rejonie strażnicy nr 37 Czerwiaki padło kilka strzałów po sowieckiej stronie. Własne patrole zauważyły u sowietów ożywiony ruch w rejonie tejże miejscowości. Słychać było gwizdki i ożywiony ruch taboru kołowego.
- W meldunku sytuacyjnym z 27 stycznia 1925 napisano:

25 stycznia 1925 o godz. 16.00 naprzeciw pododcinka nr 12 naprzeciw strażnicy nr 46 „Nurkowicze” po sowieckiej stronie w rejonie wsi Majorowszczyzna słychać było strzały.
25 stycznia 1925 o godz. 22.30 na pododcinku kompanii nr 10 naprzeciwko strażnicy nr 38 „Łukawiec” w rejonie sowieckiej wsi Krzemieniec słychać było silna strzelaninę podczas której wieś oświetlona była białymi rakietami.
- W meldunku sytuacyjnym z 28 stycznia 1925 napisano:

27 stycznia 1925 na pododcinku kompanii nr 11 dowódca strażnicy nr 44 „Radoszkowice” zatrzymał towar firmy „Wschód” sp. Rynkiewicz i Jankowski, ponieważ różnica pomiędzy oceną faktyczną podaną sowieckim kupcom, a zadeklarowaną do Urzędu Celnego wynosi 25.000 zł. Towar został złożony na posterunku policji w Radoszkowicach pod osłoną własnego posterunku. Dochodzenie w toku.
27 stycznia 1925 o godz. 9.00 koło słupa 521 strażnicy nr 41 „Bućki” zatrzymano niejakiego Ignacego Grynkiewicza ze wsi Łowcewicze, za przeprowadzenie z sowieckiej strony Heleny Róży Szczęsnowskiej, którą również zatrzymano. Przekazani zostali Policji Państwowej.
- W meldunku sytuacyjnym z 29 stycznia 1925 napisano:

28 stycznia 1925 o godz. 6.00 na pododcinku kompanii nr 12 „Dubrowa” patrol strażnicy nr 48 Zabłotkowszczyzna na drodze między miejscowością Węgłowszczyzna a Hermaczyska natknął się na trzech osobników. Doszło do wymiany strzałów, ale korzystając z ciemności bandyci zbiegli za granicę między słupami 626-627.
Na pododcinku nr 10 Nowa Huta na strażnicy 38 „Łukawiec” na polecenie starosty Wilejskiego zostały do Rosji wysiedlono dwie osoby.
W pasie nadgranicznym między słupami 498 a 500 stwierdzono wyrąb lasu po sowieckiej stronie.
Uszkodzony został słup 497 przez odbicie lewego rogu godła.
Strażnica nr 37 „Borki”. Włościanie zbierający siano z łąk w pasie nadgranicznym po sowieckiej stronie między słupami 497-498 stwierdzają, że bolszewicy we wsiach Posadziec i Krzemieniec prawie co noc przeprowadzają rewizje domów. Częste strzelanie chłopi tłumaczą chęcią zastraszenia mieszkańców dla ułatwienia poszukiwań.
28 stycznia 1925 o godz. 14.00 patrol 8 szwadronu w lesie koło miejscowości Masota zatrzymał niejakiego Jana Majaka, podejrzanego o napad rabunkowy w ubiegłym na mieszkańca wsi Konczany. Zatrzymanego przekazano policji w Krasnem.
- 19 maja 1925 w szpitalu zmarł starszy szeregowiec Józef Chmielewski w następstwie ran doznanych podczas pościgu za bandą dywersyjną[31].

Bataliony sąsiednie:
- 1 batalion KOP „Budsław” ⇔ 6 batalion KOP „Iwieniec”

## Walki batalionu
Walki o strażnice
Strzegący granicy batalion graniczny mjr. Starzyńskiego 17 września 1939 rozpoczął walki z atakującymi strażnice pododdziałami 100 Dywizji Strzeleckiej, 36 Dywizji Kawalerii kombriga Zybina oraz 15 Oddziału Wojsk Pogranicznych NKWD.
Strażnice 2 kompanii „Bryckie” zostały zaatakowane przez czołowe pododdziały 100 Dywizji Strzeleckiej i 15 Oddziału Wojsk Pogranicznych NKWD. Strażnica „Borki” opuściła stanowiska bez podejmowania walki, strażnica „Łowcewicze” w walce straciła 3 zabitych żołnierzy i 9 wziętych do niewoli. Sowieci stracił 1 zabitego żołnierza i kilku rannych. O losach strażnicy „Zalesie" brak jest informacji.
3 kompania „Bakszty Małe” poniosła ciężkie straty. Strażnica „Budźki” podjęła walkę. Sowieci stracili 1 zabitego i 1 rannego żołnierza. Do niewoli dostało się 6 żołnierzy strażnicy. Strażnica „Bakszty Małe” i pododdziały kompanii także podjęły walkę. W walce pododdziały polskie straciły zabitych 2 oficerów, 5 oficerów ciężko raniono. Do niewoli wzięto 25 żołnierzy. Straty sowietów - 3 rannych, w tym 2 ciężko.
O walkach strażnic 1 kompanii „Dubrowa” w zasadzie brak jest informacji. Wyjątek stanowi strażnica „Szapowały”. Została ona zaatakowana przez pododdziały 144 pułku kawalerii przy wsparciu baterii artylerii konnej. Strażnica stawiła krótkotrwały opór. W walce poległo 4 żołnierzy załogi, 5 zostało rannych, 10 dostało się do niewoli. Sowieccy kawalerzyści stracili 2 zabitych, a 1 został ranny.
W walkach odwrotowych z Armią Czerwoną
W wyniku działań 100 DS i 36 DK batalion KOP „Krasne” we wczesnych godzinach południowych 17 września rozpoczął wycofywanie po osi Krasne-Mołodeczno–Oszmiana w kierunku Wilna. Odwrót baonu osłaniał szwadron KOP „Krasne” rtm. Konstantego Antona przejściowo dowodzony przez por. Ryszarda Cieślińskiego. Posuwał się on po osi Mołodeczno-Bienica. Wkrótce po północy, po przebyciu ok. 55 km, dotarł do Smorgoni gdzie zanocował. W czasie odwrotu po drodze Krasne-Mołodeczno-Oszmiana dowódca straży tylnej baonu KOP „Krasne”, ppor. rez. Wiktor Borucki, niszczył wszystkie mosty i przewody telefoniczne. W godzinach popołudniowych, w rejon wsi Wilki, natknął się na czołgi ze 100 DS. Wobec braku broni przeciwpancernej, baon wycofał się i kontynuował marsz w kierunku Oszmian.
Rano 18 września 3 kompania graniczna „Bakszty Małe”, w trakcie próby zniszczenia mostu przez rzekę Berezynę została zaatakowana przez batalion rozpoznawczy sowieckiej 6 BPanc. Do niewoli dostało się 9 żołnierzy, w tym 2 oficerów.
Około południa gros sił baonu dotarło do Oszmian i połączyło się z innymi pododdziałami pułku „Wilejka” . Dowódca pułku ppłk Kramczyński podjął decyzję o wycofaniu się z Oszmian i podjęcia marszu w kierunku Wilna. Pułk opuszczał miasto w szyku defiladowym.
Relacja kpr. rez. Surynta:

Dowódca pułku zarządził przy wymarszu z miasta defiladę. Gdy maszerowaliśmy jako ostatni, w tej ostatniej dla nas defiladzie słychać już było szum czołgów za nami. Parę kilometrów za Oszmianą czołgi weszły nam na ogon. Galopem waliliśmy traktem pod górę, z obu stron wysokie nasypy, zaczęły się mieszać nasze wozy taborowe, taczanka na końcu pruła ogniem, ale czołg ją po prostu zmiażdżył razem z kapralem i trzema ludźmi. Zaczyna się ogromne zamieszanie. Szwadron skręca w lewo, zastępca dowódcy szwadronu oraz kpr. Skrunc jadą prosto na Wilno, ja zaś w grupie 18 jeźdźców skręcam w prawo.

Sprawcą tej masakry był 8 pułk czołgów płk. Mirosznikowa, a ściślej 2 szwadron pułku czołgów pod dowództwem technika wojskowego II rangi Panowa. Do niewoli dostało się około 150 żołnierzy i 3 oficerów.
Po stoczonej walce w pobliżu miejscowości Juryszany grupy żołnierzy rozproszonego baonu KOP „Krasne" kontynuowały marsz w kierunku Wilna.

## Struktura organizacyjna

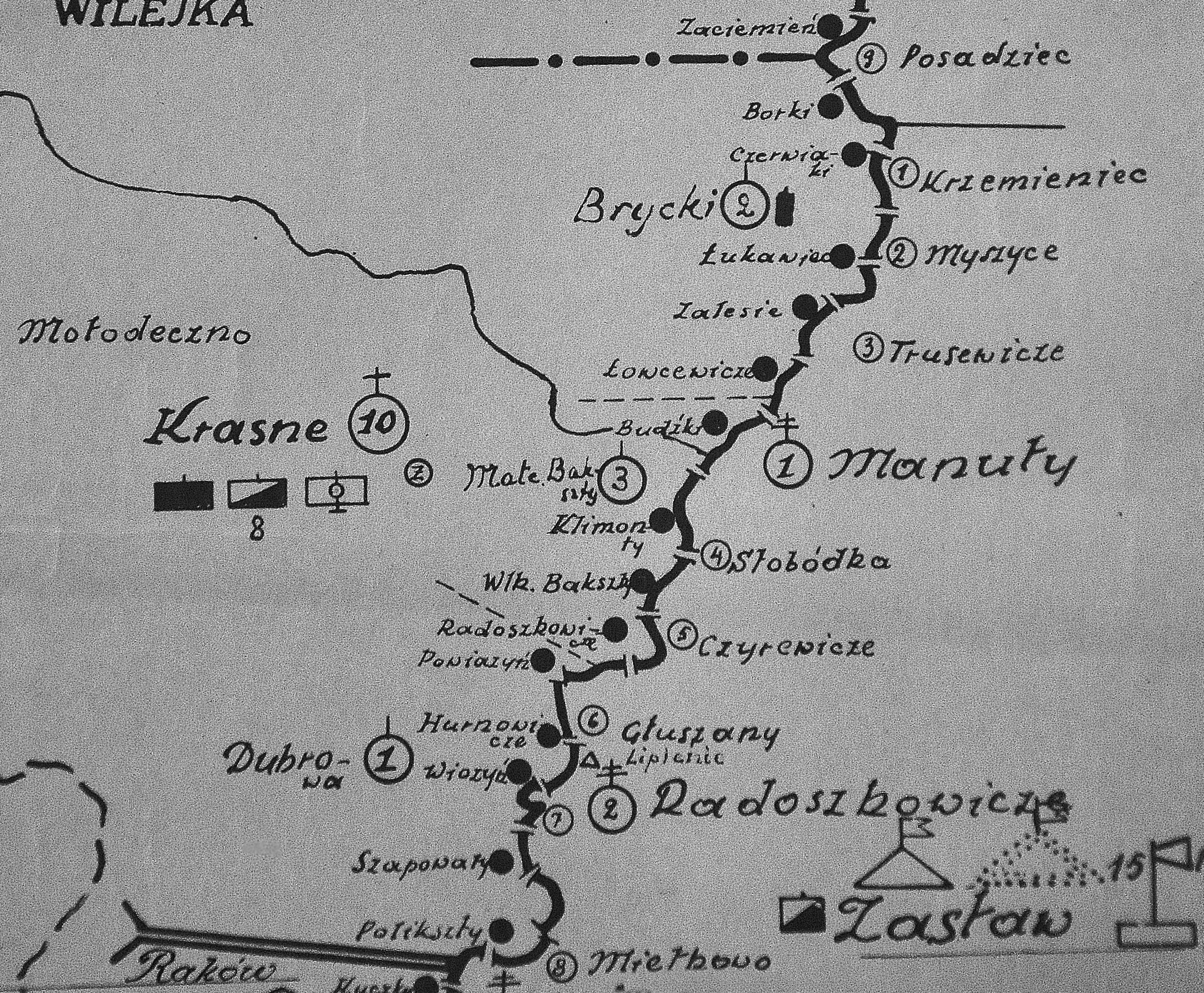
Rozmieszczenie batalionu KOP „Krasne” w 1931

Organizacja batalionu w 1934
- dowództwo batalionu
- pluton łączności
- kompania odwodowa
- kompania karabinów maszynowych
- 1 kompania graniczna KOP „Dubrowa”
- 2 kompania graniczna KOP „Bryckie”
- 3 kompania graniczna KOP „Bakszty Małe”

Odtworzona struktura organizacyjna w 1939
- dowództwo batalionu
- kompania odwodowa
- kompania ckm
- pluton łączności
- 1 kompania graniczna KOP „Dubrowa”
- 2 kompania graniczna KOP „Bryckie”
- 3 kompania graniczna KOP „Bakszty Małe”

## Żołnierze batalionu
| stopień           | imię i nazwisko          | okres pełnienia służby     | kolejne stanowisko        |
| ----------------- | ------------------------ | -------------------------- | ------------------------- |
| mjr / ppłk piech. | Bolesław Pytel           | 3 X 1924 - X 1927          | zastępca dowódcy 52 pp    |
| ppłk piech.       | Adam Niedzielski         | od XI 1927 - był 4 IX 1928 | dyspozycja dowódcy KOP    |
| mjr piech.        | Kazimierz Nizieński      | przed 1928                 |                           |
| ppłk piech.       | Marian Hyla              | VII 1929 - III 1930        | zastępca dowódcy 83 pp    |
| mjr piech.        | Józef Stanisław Morawski | IV 1930 - XII 1932         | Wyższa Szkoła Wojenna     |
| mjr piech.        | Franciszek Michał Węda   | 9 XII 1932 − 11 VII 1938   | komendant KRU Częstochowa |
| mjr piech.        | Teofil Dąbrowski         | 1 VII 1938 – IX 1939       | dowódca II/207 pp         |
| mjr piech.        | Stanisław Jan Starzyński | IX 1939                    |                           |

Obsada personalna w 1928 :
- dowódca batalionu – ppłk Adam Niedzielski
- adiutant batalionu – kpt. Stanisław Więcek
- kwatermistrz – mjr Józef Gawlik
- płatnik – por. Paweł Raczkowski
- oficer materiałowy – kpt. Aleksander Rycerski
- oficer żywnościowy – por. Hieronim Wojciechowski
- oficer wywiadowczy – kpt. Jerzy Fryzendorf
- lekarz – por. Tadeusz Cisges
- dowódca 4 kompanii granicznej – kpt. Stanisław Dajczak
- dowódca kompanii szkolnej – kpt. Stefan Edward Tomaszewski
- dowódca plutonu łączności – por. Witold Fedak

Obsada personalna w październiku 1931 :
- dowódca batalionu – mjr Józef Morawski
- adiutant batalionu – kpt. Stefan Tomaszewski
- kwatermistrz – kpt. Franciszek Kubica
- oficer materiałowy – kpt. Aleksander Rycerski
- oficer żywnościowy – por. Hieronim Wojciechowski
- płatnik – por. Stanisław Noskowiak
- lekarz – por. Tadeusz Cisges
- dowódca plutonu łączności – por. Wacław Cebrowski
- dowódca kompanii odwodowej – kpt. Rudolf Kruczała
- dowódca kompanii karabinów maszynowych – p.o. por. Janusz Żebrowski

Obsada personalna batalionu w czerwcu 1939:
- dowódca batalionu – mjr piech. Teofil II Dąbrowski
- adiutant batalionu – kpt. piech. Stanisław Eugeniusz Kulik[g]
- lekarz – kpt. lek. Stanisław Adam Podwiński †1940 Katyń[65]
- dowódca 2 kompanii granicznej – kpt. piech. Stefan Mączyński[h]
- dowódca 3 kompanii granicznej – kpt. piech. Stanisław Rawa[i]
- dowódca kompanii odwodowej – kpt. piech. Konstanty Kołacz[j]
- dowódca kompanii karabinów maszynowych – kpt. piech. Władysław Franciszek Ksawery Waligóra[k]
- dowódca plutonu łączności – kpt. adm. Wacław Cebrowski[l]

### Żołnierze batalionu – ofiary zbrodni katyńskiej
Biogramy zamordowanych znajdują się na stronie internetowej Muzeum Katyńskiego
| Nazwisko i imię        | stopień   | zawód             | miejsce pracy przed mobilizacją | zamordowany |
| ---------------------- | --------- | ----------------- | ------------------------------- | ----------- |
| Adamski Feliks         | chorąży   | żołnierz zawodowy |                                 | Katyń       |
| Kuczyński Józef        | porucznik | żołnierz zawodowy |                                 | Katyń       |
| Mączyński Stefan       | kapitan   | żołnierz zawodowy |                                 | Katyń       |
| Podwiński Stanisław    | porucznik | żołnierz zawodowy |                                 | Katyń       |
| Szczawiński Dominik    | chorąży   | żołnierz zawodowy |                                 | Katyń       |
| Borzymiński Mieczysław | porucznik | żołnierz zawodowy |                                 | Charków     |
| Houwalt Witold         | porucznik | żołnierz zawodowy |                                 | Charków     |
| Kulik Stanisław        | kapitan   | żołnierz zawodowy | (e)                             | Charków     |
| Słowik Edward Antoni   | kapitan   | żołnierz zawodowy |                                 | Charków     |
| Rawa Stanisław         | kapitan   | żołnierz zawodowy | dowódca kg KOP „Bakszty Małe”   | Kalinin     |